# Sufragio femenino en Japón

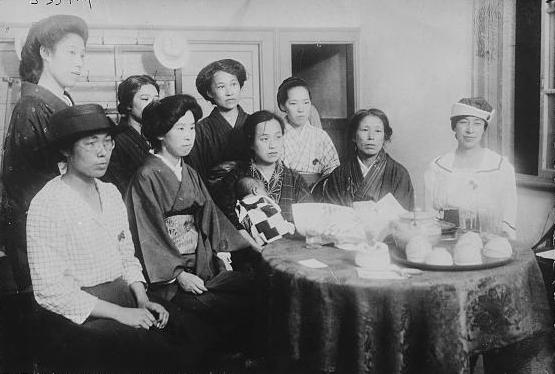
Reunión sufragista en Tokio

El sufragio femenino en Japón puede remontarse a la democratización provocada por la Restauración Meiji, con el movimiento del sufragio adquiriendo prominencia durante el período Taisho. La prohibición de la presencia de las mujeres en las reuniones políticas se abolió en 1922 después de las demandas de las organizaciones de mujeres dirigidas por activistas como Hiratsuka Raichō e Ichikawa Fusae. El movimiento sufrió graves reveses durante y después de la Gran Depresión, cuando el apoyo a la democracia comenzó a decaer y la influencia militar sobre la población civil aumentó drásticamente. La primera elección por sufragio universal sin distinción de sexo se celebró en 1946, pero no fue hasta 1947, cuando entró en vigor la constitución para el Japón de la posguerra, que estableció el sufragio universal en Japón.

## Historia
Después de la Restauración Meiji en 1868, el concepto de derechos humanos y sufragio universal comenzó a afianzarse en Japón. A fines del siglo XIX, los primeros defensores de los derechos de las mujeres abogaron, no por la inclusión política o el derecho al voto, sino por reformas en la sociedad patriarcal que oprime a las mujeres. De primordial importancia para el movimiento feminista temprano fue la reivindicación de la educación de la mujer. Los legisladores creían que esto era imperativo para la preservación del estado, ya que prepararía a las niñas para convertirse en esposas y madres efectivas capaces de producir hijos patrióticos y diligentes.
Aunque los formuladores de políticas no necesariamente tenían los mismos motivos que los defensores de los derechos de las mujeres en la defensa de la educación de las mujeres, la disponibilidad de educación abrió la puerta a mayores avances para las mujeres en la sociedad japonesa. Como la idea de que las mujeres se conviertan en personas calificadas y prudentes, ya sea en la fuerza laboral o mediante la educación, este concepto moderno pronto fue aceptado, además de su interrelación con la maternidad excelente y pura. El final del siglo XIX también vio la lucha por la protección de las mujeres de las prácticas culturales patriarcales. Prácticas como la prostitución y la poligamia las han sometido durante mucho tiempo a abusos, en particular a enfermedades de transmisión sexual.

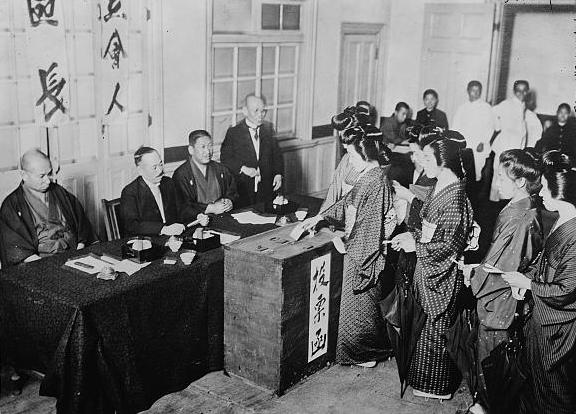
Mujeres votando en Japón durante el Taishō period.

Las feministas comenzaron a oponerse tanto a la provisión exclusiva de derechos civiles para los hombres como a la exclusión de las mujeres de la política. Las mujeres en Japón tienen prohibido, por ley, afiliarse a partidos políticos, expresar opiniones políticas y asistir a reuniones políticas. En 1920, la lucha por la inclusión política de las mujeres estaba a la vanguardia del movimiento sufragista y, en 1921, la Dieta de Japón (parlamento) anuló el artículo 5 de la Ley de seguridad policial al otorgar a las mujeres el derecho a asistir a reuniones políticas.
La prohibición de la participación de las mujeres en los partidos políticos no se modificó, ya que muchos miembros de la Dieta sintieron que era egoísta que las mujeres abandonaran a sus familias por el gobierno. Las feministas estaban decididas a luchar por la igualdad política. La Women's Suffrage League se fundó en 1924, el mismo año en que el gobierno japonés promulgó la Ley de Sufragio Masculino, sin extender el voto a las mujeres.
Una vez que se concedió a las mujeres el derecho a participar en asambleas políticas, hubo un aumento en el número de grupos de interés de las mujeres. Los grupos de exalumnas, los grupos misioneras cristianas y otros grupos auxiliares de mujeres comenzaron a brotar durante el período de entreguerras. Después de que un gran terremoto azotara Tokio en 1923, representantes de 43 de estas organizaciones unieron fuerzas para convertirse en la Federación de Organizaciones de Mujeres de Tokio (Tokio Rengo Fujinkai ). La federación fue diseñada para servir como socorro en casos de desastre para ayudar a los afectados por el terremoto; sin embargo, pasó a convertirse en uno de los grupos activistas de mujeres más grandes de la época.
Para abordar de manera eficiente los problemas que afectan a las mujeres, la Federación de Organizaciones de Mujeres de Tokio se dividió en cinco grupos satélites: sociedad, gobierno, educación, trabajo y empleo. El sector gubernamental fue quizás el más importante, ya que dio lugar a la Liga para la Realización del Sufragio de la Mujer ( Fujin Sanseiken Kakutoku Kisei Domei ), más tarde la Liga del Sufragio de la Mujer ( Fusen Kakutoku Domei ), que se convirtió en el colectivo de defensa de las mujeres más influyente de la era. El gobierno emitió un manifiesto en el que describía los abusos que sufrían las mujeres japonesas y cómo debían corregirse:
- Es nuestra responsabilidad destruir las costumbres que han existido en este país durante los últimos dos mil seiscientos años y construir un nuevo Japón que promueva los derechos naturales de hombres y mujeres;

- Dado que las mujeres han asistido a la escuela pública con hombres durante medio siglo desde el comienzo del período Meiji y nuestras oportunidades en la educación superior han seguido ampliándose, es injusto excluir a las mujeres del sufragio internacional;

- Los derechos políticos son necesarios para la protección de casi cuatro millones de mujeres trabajadoras en este país;

- Las mujeres que trabajan en el hogar deben ser reconocidas ante la ley para desarrollar todo su potencial humano;

- Sin derechos políticos no podemos lograr el reconocimiento público ni a nivel nacional ni local de gobierno;

- Es necesario y posible unir a mujeres de diferentes religiones y ocupaciones en un movimiento por el sufragio femenino.[7][8]

La Liga, al igual que muchos otros grupos, continuó luchando por la inclusión social y política, así como por la protección legal de las tradiciones patriarcales que continuaron en Japón. A las mujeres finalmente se les otorgó el derecho al voto en 1947, después de que una constitución redactada por Estados Unidos entró en vigencia y restauró la influencia del sistema democrático de Japón.

## Mujeres clave

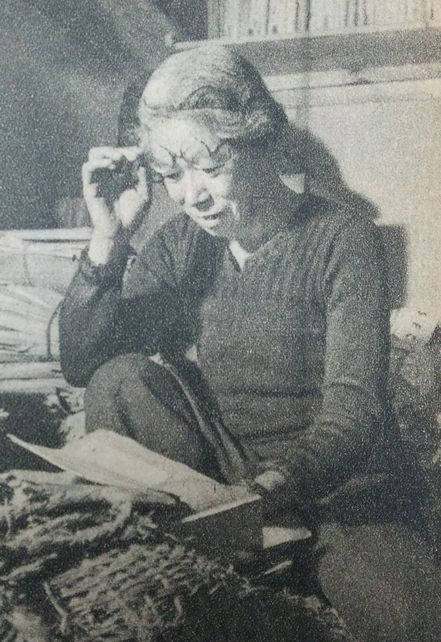
Ichikawa Fusae in 1947

Shidzue Katō : (1897-2001) Como miembro del Partido Socialista Japonés, Shidzue Kato fue la primera mujer elegida para la Dieta Imperial . Pasó la mayor parte de su vida luchando por los derechos políticos y reproductivos de las mujeres. Se destaca por anular su matrimonio y volverse a casar, un acto que era extremadamente raro para las mujeres en ese momento.
Fusae Ichikawa : (1893–1981) Defensora de los derechos políticos de las mujeres. Ichikawa concentró la mayor parte de sus esfuerzos en lograr que las mujeres tengan el derecho a participar en el proceso de votación y en los partidos políticos. Con Hiratsuka Raicho, ayudó a establecer la Asociación de Mujeres Nuevas. Su participación se extendió a la Asociación de Prensa Patriótica y la Liga por el Sufragio de la Mujer (Fusen Kakutoku Domei). Ichikawa viajó a Estados Unidos poco después de la Primera Guerra Mundial y observó los avances que mujeres estadounidenses como Alice Paul habían logrado en la lucha por la igualdad y los derechos políticos. Regresó a Japón, siguió siendo una voz abierta a favor de los derechos de las mujeres y fue elegida miembro de la Cámara de Consejeros de Japón en la década de 1950.
Shigeri Yamataka : (1899-1977) Trabajó en estrecha colaboración con Ichikawa en la Liga del Sufragio Femenino. Después de la Segunda Guerra Mundial, fue elegida dos veces miembro de la Cámara de Consejeros, la cámara alta de la Dieta de Japón, y fue presidenta de la Federación Nacional de Organizaciones Regionales de Mujeres, Chifuren, hasta su muerte en 1977.
Hiratsuka Raichō : (1886–1971) defensora de los derechos de la mujer que fue clave en la fundación de Shin Fujin Kyokai, o Asociación de Mujeres Nuevas, en 1919. Hiratsuka se destacó por su creencia de que lograr los derechos de inclusión en todos los aspectos de la sociedad japonesa tendría que ser secundario a unificar a las mujeres como clase.

## Participación política

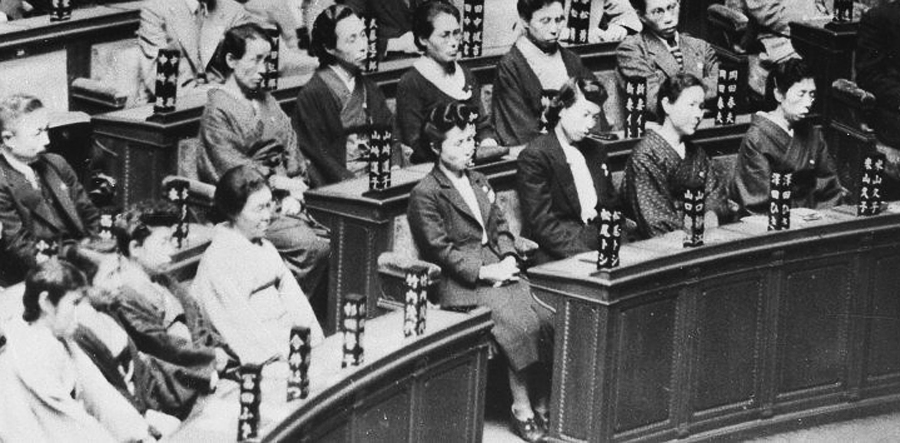
Las primeras mujeres en la Dieta Nacional, 1946.

En 1890, la primera sesión de la Dieta Imperial emite la Ley de Asamblea y Asociación Política (shukai oyobi seishaho), que es el primer decreto emitido por el gobierno que prohíbe a las mujeres unirse a partidos políticos. En 1921, la Dieta votó para anular este decreto que permitía a las mujeres asistir a reuniones políticas. Con restricciones que prohibían a las mujeres participar activamente en la política, los grupos de interés de mujeres y otros defensores continuaron perseverando por los derechos de voto e inclusión. Esto se realizó el 15 de diciembre de 1945, cuando se revisó la ley electoral, que permitía votar en las elecciones a mujeres mayores de veinte años.

## Activismo literario
Una de las formas más efectivas en que las mujeres participaron activamente en el movimiento del sufragio fue a través de los medios literarios. Durante el período de entreguerras, el número de mujeres educadas en Japón alcanzó su nivel más alto. Estas mujeres, muchas de las cuales se graduaron de las mejores instituciones de educación superior de Japón, comenzaron a usar su educación como un arma en la lucha contra la opresión.
Las publicaciones seriadas literarias como Seito, Fujin Koron y Shufu No Tomo eran las revistas feministas más populares de la época. Además del sufragio, a menudo abordaron temas como el aborto, la sexualidad, la política y la independencia. Estas revistas a veces incluían obras literarias occidentales que a menudo se consideraban controvertidas para la población japonesa, en gran parte conservadora.

## Roles tradicionales
La tradición exige que las mujeres japonesas sirvan como subordinadas voluntarias de los hombres. Uno de los dichos más populares de la época era ryosai kenbo, que significa " buena esposa, madre sabia ". Este papel subordinado se remonta a las enseñanzas ampliamente aceptadas y veneradas de Hayashi Razan, quien desarrolló una escuela de pensamiento confuciana que enfatizaba la superioridad y la inferioridad en ciertas relaciones. Según esta escuela de pensamiento, la relación entre marido y mujer se basaba en una mujer que se dedicaba por completo a las necesidades y el éxito de su marido. Las enseñanzas de Hayashi Razan, aunque se desarrollaron durante el siglo XVII, fueron la base de la estructura social y cultural japonesa durante siglos.

## Trabajo
Las mujeres tradicionalmente debían concentrar todos sus esfuerzos en el mantenimiento y desarrollo de sus hogares, y su trabajo se limitaba a las tareas domésticas y agrícolas. Con la evolución de Japón como una nación industrializada en crecimiento y con la reforma de la sociedad japonesa, las mujeres se convirtieron en mayoría en las fábricas recién construidas que se volvieron necesarias para apoyar la floreciente industria textil de Japón. Aunque a estas mujeres se les permitió salir de sus hogares y ganar un salario, todavía estaban cautivas por restricciones patriarcales.
Muchas mujeres en la fuerza laboral habían sido enviadas por sus familias a trabajar en fábricas que enviarían sus ganancias a sus hogares. Se les proporcionó alojamiento y comida durante la duración de su empleo, pero las condiciones en las que vivían y trabajaban eran deplorables y provocaron enfermedades generalizadas. Las condiciones, sus salarios mediocres y el riesgo de desarrollar afecciones médicas potencialmente mortales fueron la fuerza impulsora detrás del deseo del movimiento por el sufragio de mejorar el estado del lugar de trabajo para las mujeres.
Debido a estas condiciones de trabajo insoportables y peligrosas, las mujeres, especialmente las trabajadoras textiles, comenzaron a unirse a la Sociedad de Amigos ( Yuaikai ), posteriormente denominada Federación Japonesa del Trabajo ( Nihon Rōdō Sodomei o Sōdōmei ), con el fin de combatir las numerosas desigualdades. Con largas horas de agonía, constante acoso sexual y salarios insuficientes, las trabajadoras industrializadas de Japón sufrieron tremendamente. A pesar de la ideología patriarcal que categoriza a las mujeres como "miembros auxiliares" y "asalariados secundarios" de la sociedad amiga, una multitud de mujeres seguía ansiosa por luchar por salarios justos y justos.